# 哈蒙德 (紐約州)
哈蒙德（英語：Hammond）是一個位於美國紐約州聖羅倫斯縣的鎮。

## 人口
根據2020年美國人口普查的數據，哈蒙德的面積為201.80平方千米，當中陸地面積為161.20平方千米，而水域面積為41.60平方千米。當地共有人口1258人，而人口密度為每平方千米6人。